# Out in L.A.
Out In L.A. is een compilatiealbum van de Red Hot Chili Peppers uit 1994. Het album is uitgegeven onder platenmaatschappij EMI. Er staan een aantal remixen op van de albums The Red Hot Chili Peppers, Freaky Styley, The Uplift Mofo Party Plan en Mother's Milk en nog een paar nog niet eerder uitgebrachte nummers.

## Lijst van nummers
- 1. Higher Ground
- 2. Hollywood
- 3. If You Want Me To Stay
- 4. Behind The Sun
- 5. Castles Made Of Sand
- 6. Special Secret Song Inside
- 7. F.U.
- 8. Get Up And Jump
- 9. Out In L.A.
- 10. Green Heaven
- 11. Police Helicopter
- 12. Nevermind
- 13. Sex Rap
- 14. Blues For Meister
- 15. You Always Sing The Same
- 16. Stranded
- 17. Flea Fly
- 18. What It Is
- 19. Deck The Halls